# André Groult

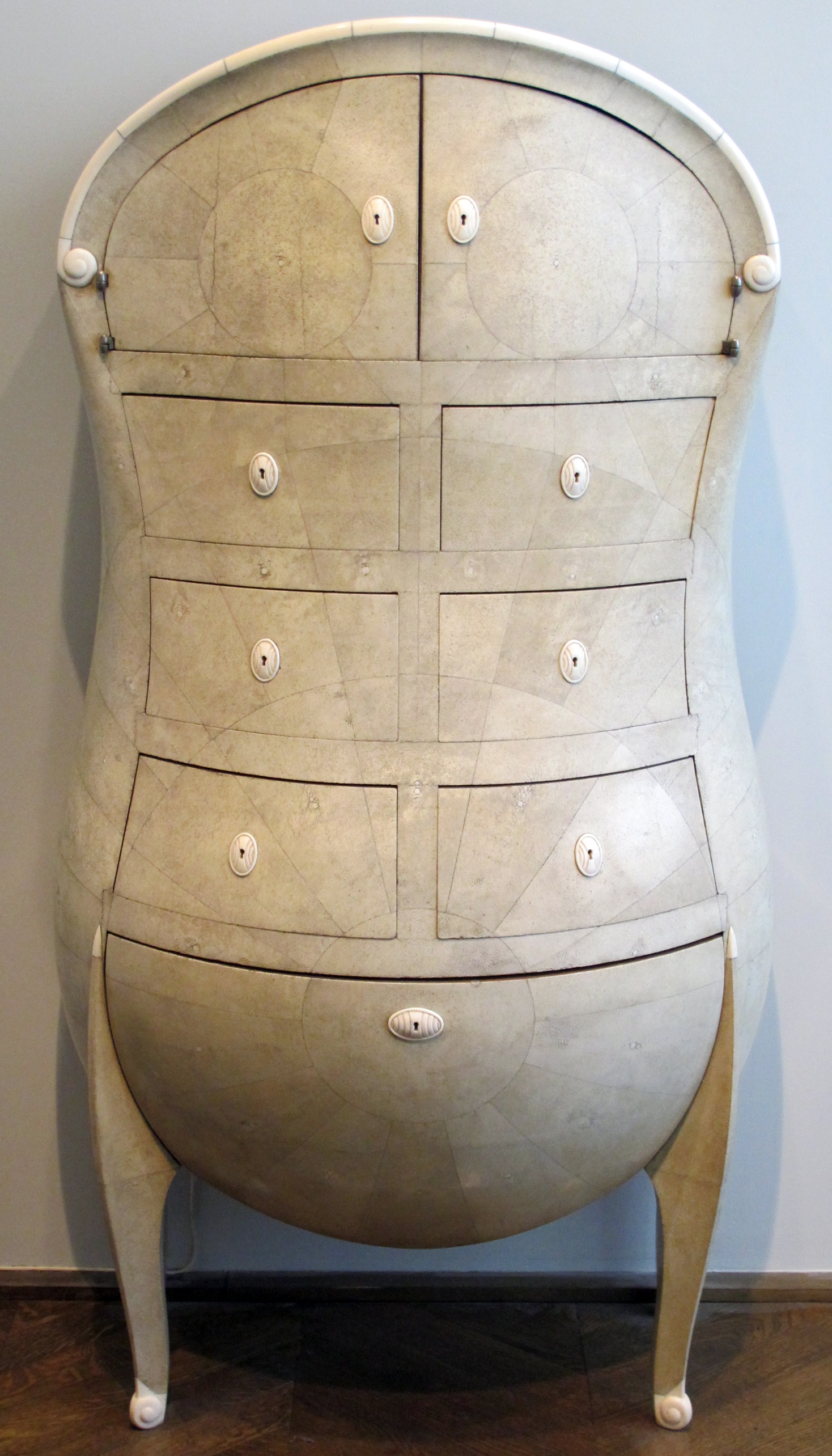
Chiffonnier Antrophomorphe (1925), Musée des Arts Décoratifs, Paris

André Groult (n. 27 august 1884, Paris, Franța – d. 1966, Paris, Franța) a fost un decorator și designer de mobilier francez și una dintre cele mai proeminente figuri ale stilului Art Deco. Lucrările sale se caracterizau prin forme curbe și organice, precum și prin utilizarea unor materiale extrem de prețioase. Munca sa a fost descrisă ca un compromis între tradiție și modernism. Pentru Exposition Internationale des Arts Décoratifs et Industriels Modernes din 1925, el a proiectat un dormitor feminin cu o paletă de culori roz și gri. Camera avea pereți îmbrăcați în mătase brodată, iar mobilierul era rotunjit și acoperit cu piele naturală de șagrin.
În 1935, Groult a proiectat mobilierul cabinelor de la clasa întâi ale transatlanticului SS Normandie.